# William Hargood
William Hargood, né le 6 mai 1762 et mort le 12 décembre 1839 à Bath, est un amiral de la Royal Navy qui se distingua notamment durant la guerre d'indépendance des États-Unis, les guerres de la Révolution française et les guerres napoléoniennes.
Il commande notamment le HMS Belleisle à la bataille de Trafalgar et sera Commander-in-Chief, Plymouth de 1833 à 1836.